# Dezső Jakab
Dezső Jakab (4. listopadu 1864 – 5. srpna 1932) byl maďarský architekt židovského původu.

## Život
Jakab vystudoval architekturu na Budapešťské technické univerzitě. Ve svých starších stavbách byl pokračovatelem maďarského stylu započatého Ödönem Lechnerem, později ve svých dílech koncipovaných v moderním duchu čerpá z pramenů baroka a nověji francouzské renesance. V posledních letech spolupracoval s architektem Aladárem Sósem. Přednesl několik přednášek v Maďarské asociaci inženýrů a architektů, kde za svou práci získal Velkou zlatou a Stříbrnou medaili.

## Dílo

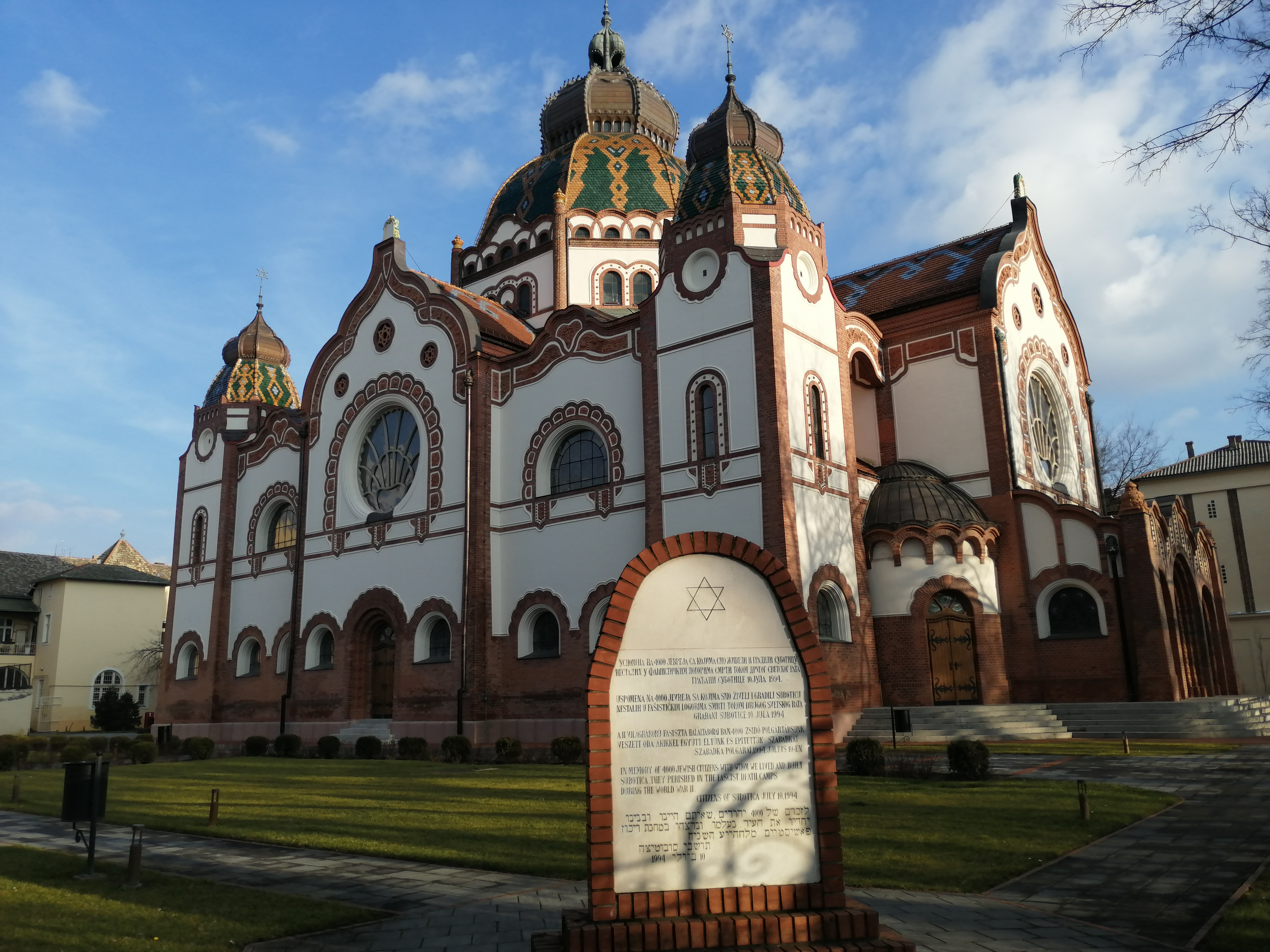
Synagoga v Subotici

S architektem Marcellem Komorem navrhl mimo jiné níže uvedené budovy:
- Muránský palác krále Ferdinanda Bulharského;
- Subotica – radnice a lázně Palic;
- Radnice v Târgu Mureși (nyní administrativní palác) a Palác kultury;
- Veřejné budovy v Bratislavě (Reduta) a Oradei;
- divadlo Deva
- Budapešťská lidová opera (podle plánů Gézy Márkuse);
- synagoga v Subotici;
- synagoga v Marcali;
- ředitelství Dělnického pojišťovacího fondu v Budapešti;
- sanatoria Liget, Park a Svábhegy;
- mnoho bank, vil, nemocničních budov v Budapešti i na venkově.